# Bayerische Eishockeymeisterschaft 1929/30
Die Bayerischen Eishockey-Meisterschaft 1929/30 gewann der SC Riessersee, der im Finale den Vorjahresmeister ESV Füssen bezwang.
Riessersee und Füssen vertraten Bayern bei der Deutschen Eishockey-Meisterschaft 1930.

## Bayerische Meisterschaft
Qualifikation
| Dezember 1929 | SC Riessersee | 5:1 (0:0, 4:1, 1:0) | Münchener EV |  |

Finale
| 4. März 1930 | ESV Füssen | 0:1 (0:0, 0:0, 0:1) | SC Riessersee |  |